# Kościół Zmartwychwstania Pańskiego w Gdańsku
Kościół Zmartwychwstania Pańskiego w Gdańsku (Archidiecezjalne Sanktuarium Miłosierdzia Bożego w Gdańsku) – rzymskokatolicki kościół sanktuaryjny znajdujący się w Gdańsku, w dzielnicy Strzyża. Wchodzi w skład dekanatu Gdańsk-Oliwa należącego do archidiecezji gdańskiej. 

## Historia
- 19 lutego 1948 - Erygowano parafię pw. Niepokalanego Serca Maryi, którą powierzono Zmartwychwstańcom.
- 16 lipca 1954 - W miejscu, gdzie znajduje się obecne sanktuarium oddano do użytku kościół w kształcie prostopadłościanu.
- 24 marca 1973 - Zmieniono wezwanie parafii na Zmartwychwstania Pańskiego.
- Marzec 1984 - Rozpoczęto rozbudowę kościoła wg. projektu Małgorzaty i Szczepana Szotyńskich.
- 23 czerwca 1985 - Wmurowano kamień węgielny pod nowy kościół.
- 14 września 1990 roku - Poświęcono krzyż na wieżę kościelną.
- 1 kwietnia 1991 - Poświęcono trzy dzwony.
- 26 marca 1994 - poświęcenie dolnego kościoła;
- 23 grudnia 1995 roku - Poświęcenie górnego kościoła, którego dokonał Arcybiskup Tadeusz Gocłowski w obecności prezydenta Lecha Wałęsy.
- 29 listopada 1997 - Lech Wałęsa odsłonił ufundowaną przez siebie figurę Chrystusa Zmartwychwstałego.
- 5 czerwca 1999 roku - Poświęcenie obrazu Jezusa Miłosiernego i Stacji Drogi Światła.
- 21 kwietnia 2001 roku - Konsekracja Kościoła, której dokonał Tadeusz Gocłowski, wraz z nadaniem świątyni tytułu Archidiecezjalnego Sanktuarium Miłosierdzia Bożego.[1]
- 19 maja 2003 - Intronizacja kopii Całunu Turyńskiego w bocznej kaplicy. Dokonał tego arcybiskup Gocłowski.
- 6 czerwca 2004 roku - Arcybiskup Gocłowski poświęcił obelisk Miłosierdzia Bożego, ufundowany przez Czcicieli Miłosierdzia Bożego.
- 16 października 2008 - Obchody 60-lecia parafii. Eucharystię sprawował Biskup Zygmunt Pawłowicz.[2][3]